# Луна-11
«Луна-11» — советская автоматическая межпланетная станция для изучения Луны и космического пространства.
24 августа 1966 года осуществлён пуск ракеты-носителя «Молния», которая вывела на траекторию полёта к Луне АМС «Луна-11». Первоначально станция была выведена на опорную орбиту с параметрами: наклонение орбиты — 51,86°; период обращения — 88,12 мин; минимальное расстояние от поверхности Земли (в перигее) — 177 км; максимальное расстояние от поверхности Земли (в апогее) — 190 км, а затем стартовала в сторону Луны. 27 августа 1966 года станция «Луна-11» выведена на орбиту вокруг Луны. 4 октября 1966 года АМС «Луна-11» упала на поверхность Луны[уточнить]. Неисправность одного из двигателей системы ориентации не позволила выполнить фотографирование поверхности Луны.